# Bazarhathnoor
Bazarhathnoor là một mandal thuộc Adilabad, bang Telangana, Ấn Độ.